# Berlin-Lübars
Berlin-Lübars  est un des 11 quartiers de l'arrondissement de Reinickendorf dans la capitale allemande.

## Géographie
Le quartier s'étend sur 5 km2.

## Histoire
Mentionné pour la première fois en 1247, Lübars est intégré à Berlin en tant que quartier le 1er octobre 1920 à l'occasion de la réforme territoriale du Grand Berlin. Entre 1921 et 2001, il faisait partie du district de Reinickendorf, renommé Arrondissement de Reinickendorf en 2001.

## Population
Le quartier comptait 5 120 habitants le 1er janvier 2017 selon le registre des déclarations domiciliaires, c'est-à-dire 1 024 hab./km2.